# Artur Águedo de Oliveira
Artur Águedo de Oliveira GOC • GCC • GOMAI (Torre de Moncorvo, Torre de Moncorvo, 30 de maio de 1894 - Setúbal, 29 de maio de 1978), conhecido por Águedo de Oliveira, foi Ministro das Finanças de Portugal entre 1950 e 1955.

## Biografia
Licenciou-se em Direito, em 1917, realizando o seu Doutoramento em 1923, na Faculdade de Direito da Universidade de Coimbra, sendo a sua tese arguida pelo Doutor António de Oliveira Salazar.
Exerceu advocacia em Lisboa de 1925 a 1927.
Foi Juiz Conselheiro, Vice-Presidente de 1930 a 1948 e 15.° Presidente do Tribunal de Contas, que tinha sido criado por Salazar, de 18 de Novembro de 1948 a 30 de Abril de 1964.
A convite de Salazar, Águedo de Oliveira foi Subsecretário de Estado das Finanças (1931-1935), vindo a substituir João Pinto da Costa Leite, em 2 de Agosto de 1950, no cargo de Ministro das Finanças, até 8 de Julho de 1955.
A 31 de Março de 1932 foi feito Grande-Oficial da Ordem Civil do Mérito Agrícola e Industrial Classe Agrícola, a 11 de Junho de 1934 foi feito Grande-Oficial da Ordem Militar de Nosso Senhor Jesus Cristo e, no ano em que deixou o Ministério da Finanças, a 15 de Junho de 1955, foi elevado a Grã-Cruz da Ordem Militar de Nosso Senhor Jesus Cristo.
Morreu sem descendência directa. Por disposição testamentária, legou a sua valiosa biblioteca à Fundação Os Nossos Livros, criada em 1978, com sede em Bragança
Na toponímia o seu nome é lembrado em Bragança, onde há uma Avenida Águedo de Oliveira, e em Macedo de Cavaleiros, onde existe uma Rua Águedo de Oliveira.

## Obras
- Portugal Perante as Tendências da Economia Mundial (1947)
- Finanças Verdadeiramente Nacionais (1955)
- Resolução, ângulos, alturas e obra comum do 28 de Maio (1966)